# Leffe (Lombardei)
Leffe ist eine italienische Gemeinde (comune) mit 4330 Einwohnern (Stand 31. Dezember 2023) in der Provinz Bergamo, Region Lombardei.

## Geographie
Die Gemeinde liegt auf 453 m s.l.m. im Val Gandino, einem Seitental des Valle Seriana. Der Dorfkern von Leffe liegt zwischen dem linken Ufer der Romna und dem rechten Ufer des Rino. Die Fraktion San Rocco liegt etwas oberhalb auf 530 m s.l.m. am Nordhang des Monte Cornello. Im Süden reicht das Gemeindegebiet bei Bianzano bis ins Valle Rossa.
Die Nachbargemeinden sind Bianzano, Cazzano Sant’Andrea, Cene, Gandino und Peia.

## Sehenswürdigkeiten
- Palazzo Pezzoli (16. Jahrhundert), Palazzo Galizzi (späte Renaissance) und Palazzo Mosconi.
- Die Pfarrkirche San Michele (18. Jahrhundert), das Santuario San Rocco und die Kirche San Martino.

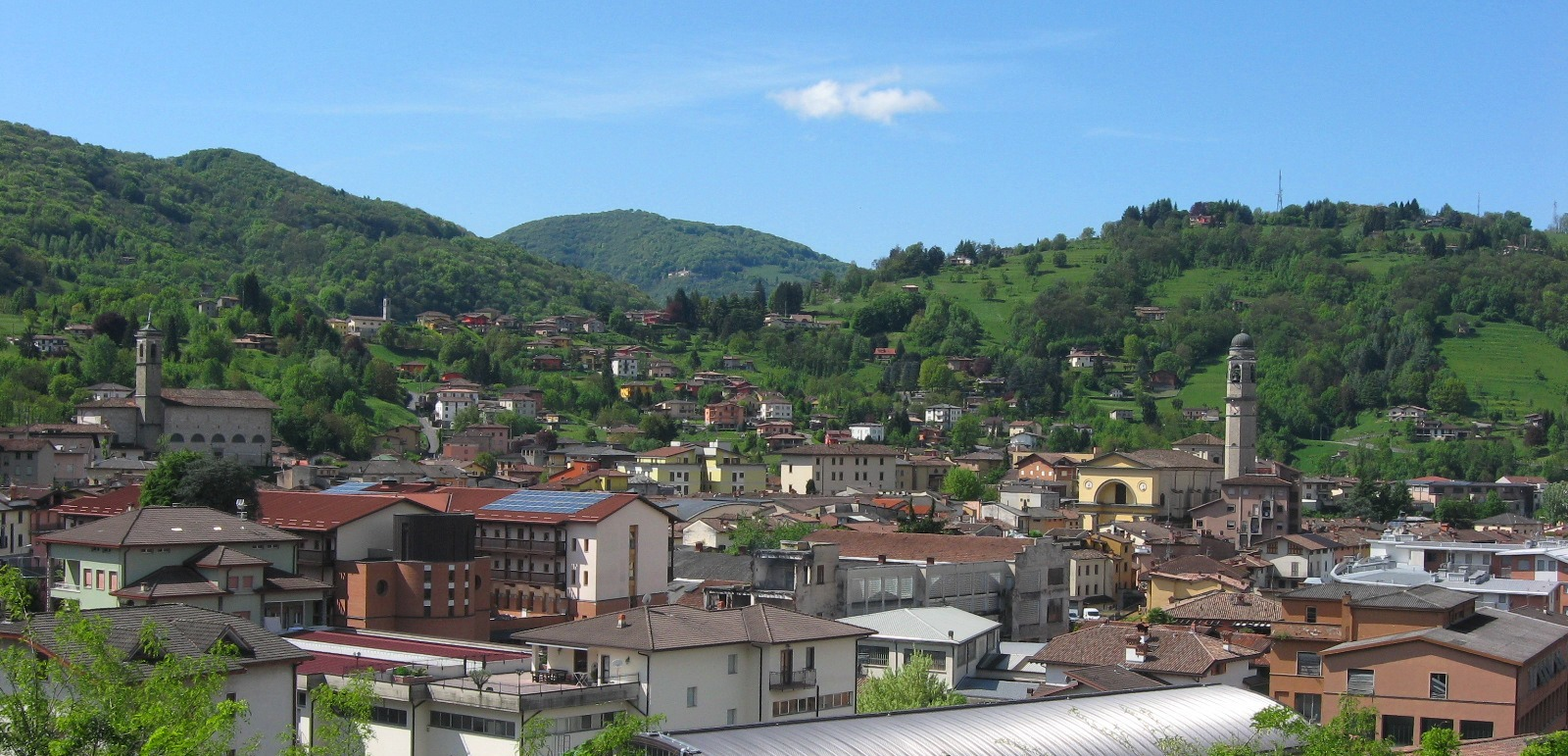
Leffe
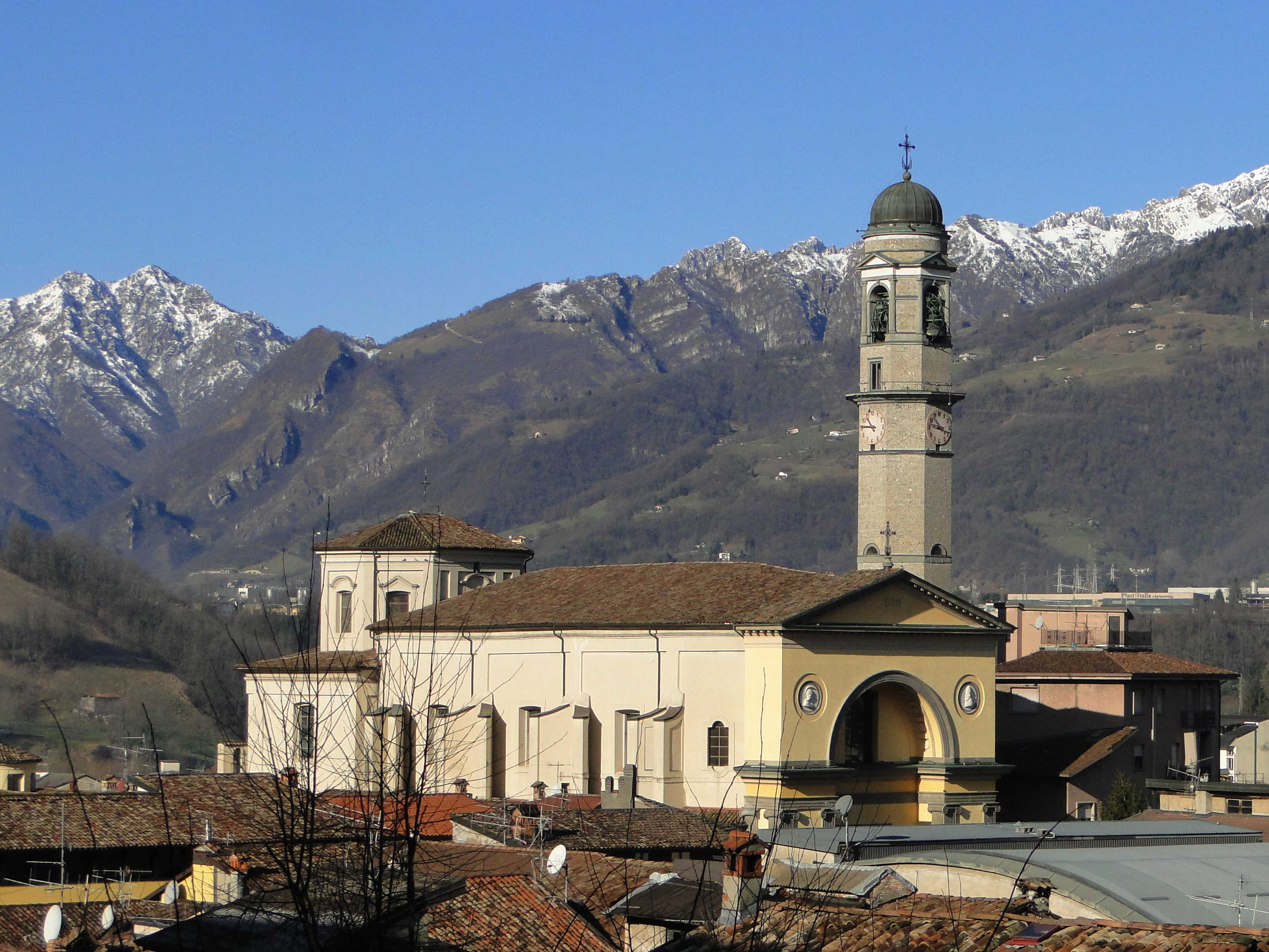
Pfarrkirche San Michele
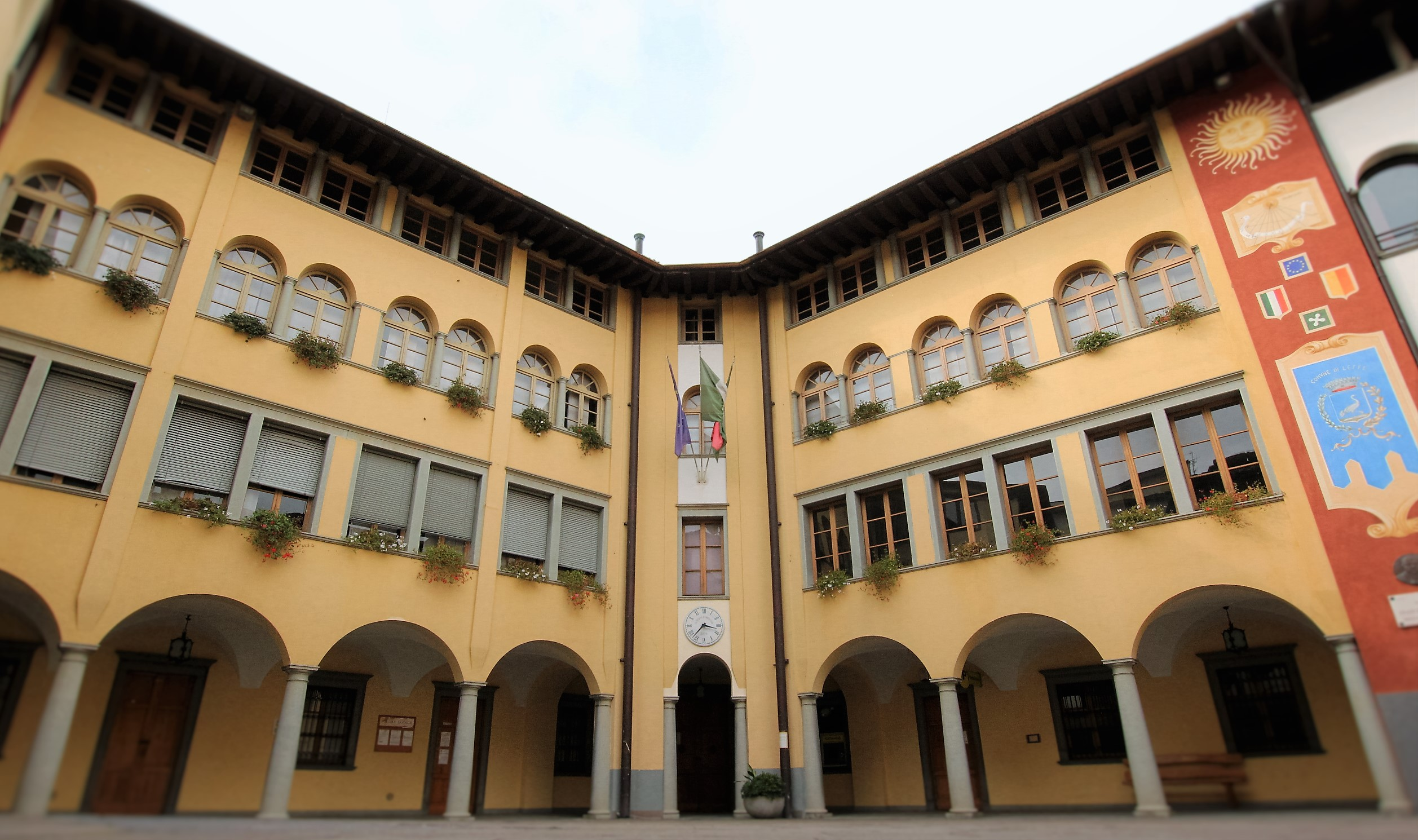
Rathaus

## Söhne und Töchter
- Pier Luigi Nava (* 1953), Ordenspriester und Kurienmitarbeiter